# Alexander Shliapnikov
Alexander Gavrilovich Shliapnikov (em russo:  Алекса́ндр Гаври́лович Шля́пников; Murom, 30 de agosto de 1885 — Moscou, 2 de setembro de 1937) foi um metalúrgico, líder sindical e revolucionário russo. Foi o principal ideólogo da corrente bolchevique crítica do governo conhecida como Oposição Operária.
Nascido em Murom, era o filho de velhos crentes. Aos 13 anos começou a trabalhar como operário numa fábrica metalúrgica. Quando era aprendiz de mecânico em São Petersburgo em 1901, participou pela primeira vez de uma greve, foi demitido e juntou-se ao Partido Operário Social-Democrata Russo (POSDR). Em 1903 juntou-se ao bolcheviques. Foi detido e preso várias vezes por suas atividades políticas e sindicais e sua participação na Revolução de 1905. Depois de passar um total de dois anos na prisão, foi para o exílio em 1907 e continuou suas atividades revolucionárias na Europa Ocidental, onde também foi líder sindical de trabalhadores em fábricas na França, Alemanha e Inglaterra e serviu como uma ligação entre a liderança do partido no exílio e os bolcheviques dentro da Rússia.
Foi eleito membro do Comitê Central do seu partido em 1915. Retornou à Rússia em 1916 e, juntamente com Viatcheslav Molotov foi o principal líder bolchevique em Petrogrado durante a Revolução de Fevereiro de 1917, quando Lenin, Trótski e Bukharin ainda permaneciam em exílio. Em julho daquele ano, foi eleito presidente do Sindicato dos Metalúrgicos de Toda a Rússia; e antes presidiu o Sindicato dos Metalúrgicos de capital.
Depois do triunfo da Revolução de Outubro foi nomeado Comissário do Povo para o Trabalho e, durante a Guerra Civil, também ocupou cargos importantes no Exército Vermelho e organizações econômicas. Como comissário, aceitou a subordinação dos sindicatos ao partido, condenou as greves e exigiu disciplina aos trabalhadores. Embora não tenha renunciado ao cargo de outros sete comissários na crise do inverno de 1917, aprovou o manifesto contra a política de Lenin e o terror dos resignados. Até o início de 1919, aceitou as medidas de controle do partido sobre o movimento operário; asperamente criticou, em seguida, submeter a iniciativa dos trabalhadores na gestão fabril. Sua proposta de que os sindicatos mudariam para controlar a economia, os conselhos de administração do Estado, enquanto o partido seria limitado a uma função de orientação política e ideológica foi rejeitado pelo IX Congresso do POSDR, mas isso não impediu o crescimento da fração entre sindicalistas do partido.
Entre 1920 e 1922 integrou a "Oposição Operária", juntamente com Alexandra Kollontai, Serguei Medvedev e numerosos líderes sindicais, especialmente metalúrgicos. Advogaram pelo fortalecimento do papel dos sindicatos na direção da economia soviética. Propuseram dar a direção da economia ao Congresso de Produtores, definir a direção das empresas e fábricas pelos sindicatos, e escolher os principais administradores por votação direta dos trabalhadores. O Congresso do partido ordenou a dissolução deste grupo e, apesar de em 1922 os seus membros recorrerem desta decisão para a Internacional Comunista, o recurso foi rejeitado. Foi forçado a renunciar seu cargo de líder sindical e enviado para trabalhar na embaixada soviética em Paris.
Dedicou-se a escrever suas memórias e outras obras enquanto trabalhava em empresas de comércio exterior de metais (1927-1929) e planejamento econômico. Publicou uma história da Revolução de 1917 em quatro volumes. Em 1926 foi forçado juntamente com outro proeminente líder da antiga oposição a confessar que teria um "grupo de derrotistas de extrema-direita" que se opôs à aliança entre operários e camponeses e queriam o fim da Comintern. O início do primeiro plano quinquenal lhe permitiu voltar para apoiar parcialmente a liderança do partido; endossou a industrialização, a coletivização e requisições de medidas extremas no campo, embora fosse teoricamente contrário à exploração dos camponeses para financiar o projeto. Ainda perseguido, foi condenado no XVI Congresso do Partido Comunista.
Em 1932 foi forçado por Stalin a publicar uma "autocrítica dos seus erros", como parte de suas memórias da revolução. Foi expulso do Partido Comunista em 1933 e preso em 1935. O Colégio Militar o condenou por conspiração contra o Estado e o partido, sendo executado em 2 de setembro de 1937. Foi reabilitado das acusações criminais pelo Supremo Tribunal da União Soviética em 1988.